# Жан‑Батист Марі Кампенон
Жан Батіст Марі Едуар Кампенон (фр. Jean Baptiste Marie Edouard Campenon; 4 травня 1819 — 15 березня 1891) — французький генерал і політик.
Брав участь як штабний офіцер у Кримській війні та Франко-австрійській війні 1859 року.
Під час Франко-прусської війни служив у званні полковника і був узятий у полон під час здачі Меца.
У 1875 році був проведений у бригадні, а потім у 1880 році в дивізійні генерали.
Протягом 1880-х років Кампенон тричі обіймав посаду військового міністра Франції: у листопаді 1881 — січні 1882 року в кабінеті Гамбетти, у жовтні 1883 — січні 1885 року в кабінеті Ж. Феррі і в квітні 1888 — січні 1886 року в кабінеті Бріссона.
У 1883 році обраний незмінним сенатором.